# Moravěnka
Moravěnka je česká dechová kapela, která vznikla roku 1985, kdy se odštěpila od jiného hudebního tělesa zvaného Moravanka (či Moravanka Jana Slabáka). Kapela Moravanka totiž vystupovala pod uměleckým zaštítěním společnosti Pragokoncert. Část jejích členů se ale s tím nechtěla smířit a tak původní těleso opustili a vytvořili si kapelu vlastní. U jejího vzniku stál například Jožka Šmukař. Působili na amatérské bázi a asi rok jim trvalo, než si ji posluchači našli. Postupem času začali diváci její koncerty navštěvovat a navíc je podněcovali ke vzájemné rivalitě mezi Moravěnkou a původní Moravankou. Později se však kapela profesionalizovala.

### Externí data
- Seznam děl v Souborném katalogu ČR, jejichž autorem nebo tématem je Moravěnka